# Coventry Challenge
Coventry Challenge was een Brits historisch merk van motorfietsen, geproducerd door Edward O’Brien in Coventry.
O'Brien was een fietshandelaar die vanaf 1903 op kleine schaal motorfietsen met Minerva- en Fafnir-motoren bouwde.
De motorfietsproductie eindigde in 1911, maar de fietsenhandel bestond vijftig jaar later nog.
Het is niet waarschijnlijk dat O'Brien tot het einde van de productie trouw bleef aan Minerva- en Fafnir-inbouwmotoren. In de jaren tot 1905 was de hele Britse industrie afhankelijk van motoren die buiten het Koninkrijk werden gebouwd, maar na 1905 waren er voldoende Britse inbouwmotoren beschikbaar en daalde de populariteit van Belgische, Franse en Duitse motoren snel. Minerva stopte in 1908 met de levering. Bronnen zijn het echter eens over de einddatum van 1911, maar maken ook allemaal melding van "andere motoren", zonder merken te noemen.